# Село имени Абу Сыздыкова
Село имени Абу Сыздыкова (каз. Әбу Сыздықов ат.с., до 200? г. — Чкалово) — село в Амангельдинском районе Костанайской области Казахстана. Входит в состав Карасуского сельского округа. Находится примерно в 18 км к северо-востоку от села Амангельды. Код КАТО — 393459180.
Село названо в честь Героя Социалистического Труда чабана Абу Сыздыкова.

## Население
В 1999 году население села составляло 107 человек (59 мужчин и 48 женщин). По данным переписи 2009 года, в селе проживало 79 человек (38 мужчин и 41 женщина).